# Kim Harrison

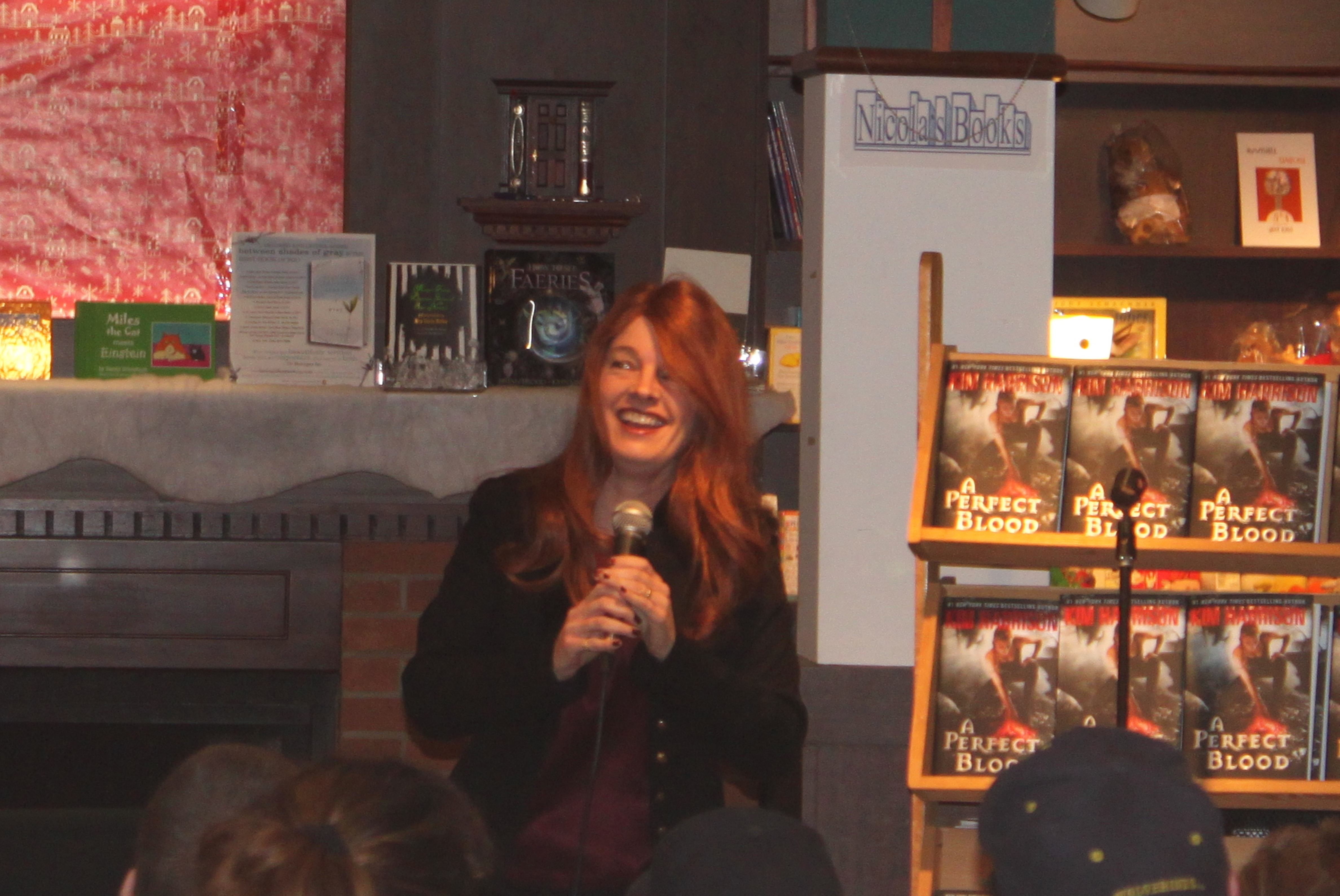
Kim Harrison (2012)

Kim Harrison (* 1966 im Mittleren Westen der USA) ist eine US-amerikanische Schriftstellerin.

## Leben
Bekannt ist sie für ihre Rachel-Morgan-Serie. Kim wuchs als einziges Mädchen in einer Familie nur mit Jungs im „oberen Mittleren Westen“ von Amerika auf und spielte am liebsten Keyboard. Nach dem Erwerb des Bachelor of Science war sie unter anderem in der Aufzucht und Pflege steriler Korallenkolonien tätig. Sie ist Mitglied der Romance Writers of America. Nach ihrem Abschluss als Bachelor of Science zog sie nach South Carolina, wo sie bis heute lebt. Unter dem Pseudonym Dawn Cook veröffentlichte sie die Fantasy-Reihe Die Bücher der Wahrheiten.
Wie ihre Protagonisten hegt auch Kim Harrison eine Vorliebe für Friedhöfe und ist bei Vollmond oder Neumond selten zuhause anzutreffen. Kim Harrison lebt heute in South Carolina, da ihr der mittlere Westen zu kalt war. Totgeküsste leben länger ist der erste Band ihrer Reihe Madison Avery.

## Preise
Seitens des P.E.A.R.L. (Paranormal Excellence Award for Romantic Literature) erhielt sie
- 2004 die Auszeichnung Best New Author + Best Science Fiction Novel (Dead Witch Walking) und
- 2006, Best SF/Fantasy (A Fistful of Charms)

Vom Romantic Times Bookclub, einem Web Magazin bekam sie
- 2004 den Preis für die Best Fantasy Novel (Dead Witch Walking)

## Bibliographie

### Rachel Morgan Serie / The Hollows

#### Zusammenfassung
The Hollows ist eine Fantasy-Serie aus 16 Bänden, die den Genres der Urban Fantasy und der humoristischen Fantasy zugeordnet werden kann, 2015 erschien vorerst der letzte Band der Fantasy-Serie, seit 2021 wird die Serie fortgesetzt. Darüber hinaus sind mehrere Zwischenbände sowie eine Vorgeschichte erschienen.
In der alternativen Realität von Rachel Morgan ist im Jahr 1966 eine neue Tomatenart gen-designed worden, aber durch einen Fehler entwickelte sich dabei ein Virus (T4 Angel), das etwa ein Viertel der normalen Menschheit sterben ließ. Dabei zeigte sich, dass unter den Menschen schon lange andere, nicht-menschliche Wesen leben, die so genannten Inderlander: Hexen, Vampire, Werwölfe, Pixies und andere. Die Inderlander sind gegen T4 Angel immun und nutzen das entstandene Chaos, um ihr Versteckspiel aufzugeben und offen neben den Menschen zu leben. Seit dieser Zeit – dem Wandel – sind die normalen Menschen nicht mehr die Herren der Erde. Die Inderlander sind ihnen weit überlegen, was auch eine Strafverfolgung durch die alten Behörden verhindert. Um ein gleichberechtigtes Miteinander zu ermöglichen, entstehen in den U.S.A zwei neue Behörden: Inderland Security I.S., die nur aus Inderlandern besteht, und das von Menschen besetzte F.I.B (Federal Inderland Bureau). Neben der normalen Welt existiert eine magische Ebene, das ever-after (im deutschen als Jenseits bezeichnet), durch Kraftlinien (ley lines) mit der normalen Welt verbunden und Heimat der Dämonen, Elfen und Hexen.
- Die Elfen haben vor Jahrtausenden Krieg gegen die Dämonen geführt, bei dem beide Seiten DNA-verändernde Waffen einsetzten und entsprechende Schäden davontrugen. Vor etwa 2000 Jahren flüchteten die Elfen aus dem ever-after in unsere Welt und vermischten sich mit den normalen Menschen, um durch die erlittenen Schäden nicht auszusterben. Dadurch wurden sie ebenfalls empfänglich für T4 Angel und es heißt, sie seien bei dem Wandel ausgerottet worden. Sie leben jedoch im Untergrund und arbeiten verzweifelt an einer genetischen Behandlung, um ihr ursprüngliches Genom wiederherstellen zu können.
- Die ever-after Spezies der Hexen ist bereits vor zirka 5000 Jahren in unsere Welt übergesiedelt. Hexen sehen wie Menschen aus, sind aber nicht-menschlich und können sich daher mit Menschen nicht vermischen. Ihr Ursprung wird im Roman Blutnacht ('The Outlaw Demon Wails'/'Where Demons Dare') erklärt: die biologische Kriegsführung der Elfen führte zu einer genetischen Veränderung der Dämonen, die die Hexen entstehen ließ.
- Die Inderland-Spezies der Vampire ist durch ein Virus entstanden, das dazu führt, dass ein Vampir nach dem Tod zwar seine Seele verliert, sein Körper aber untot weiterlebt.
- Werwölfe entstammen normalen Menschen, die vor ca. 6.000 Jahren durch einen Dämonenfluch verändert wurden.

Vor diesem Hintergrund lebt die Hexe Rachel Morgan in der Stadt Cincinnati und arbeitet für Inderland Security als 'Runner', eine Spezialagentin zum Aufspüren von kriminellen Inderlandern. Allerdings ist sie unzufrieden, weil ihr Chef ihr immer schlechtere Aufträge gibt. Kündigen ist nicht möglich, weil den Gerüchten zufolge das I.S. darauf mit Mord reagiert. Als sie einen Leprechaun verhaften soll, nutzt sie die Gelegenheit, sich drei Wünsche erfüllen zu lassen, um der Morddrohung zu entgehen und sich selbstständig zu machen. Zusammen mit Ivy, einer Vampirin und I.S. Agentin und dem Pixie Jenks, der beim I.S. als ihr Sicherungsbegleiter ('backup') arbeitete, gründet sie die Detektiv-Agentur 'Vampiric Charms'. Rachel ist keine gewöhnliche Hexe. Die Erbgut-Veränderung durch die Elfen kann mutieren und bewirkt dann eine Rückentwicklung der Hexe zu einem Dämon. Normalerweise stirbt das Hexenkind dann früh. Rachels und Trent Kalamacks Vater erforschten die genetischen Folgen des Elfen-Dämonenkriegs und konnten bei Rachel erreichen, dass sie an dieser Mutation nicht starb. Genchirurgie ist als Folge der Genvirus-Katastrophe verboten, daher war all das streng geheim und Rachel wusste lange nicht, was alles in ihr steckt. Erst bei einem längeren Aufenthalt im Jenseits (Blutnacht) erfährt sie, was sie ist, warum sie Dämonenmagie wirken kann und sie erfährt auch, dass ihre Kinder mit ziemlicher Sicherheit wieder echte Dämonen sein werden.

#### Die Bücher
Die Romane erzählen davon, wie Rachel sich von der Todesdrohung des I.S. befreit, wie sich ihre Beziehung zu Ivy, Jenks und anderen entwickelt und wie sie Schritt für Schritt ihre Besonderheiten entdeckt. Die Geschichten bilden eine Mischung aus Krimi, Mystery und Action und sind (zumindest im Original) mit viel Wortwitz gewürzt. In der Werbung finden sich Hinweise auf „jede Seite voll knisternder Erotik“, was aber von einigen Kritiken, z. B. bei Amazon, als weit übertrieben bezeichnet wird. Die deutschen Titel lassen die Parallelität nicht erkennen, aber die englischen Titel sind, bis auf das erste Buch, jeweils Anspielungen auf Clint Eastwood Filme.
| Nr. | Titel        | Datum      | ISBN                   | engl. Titel                                       | Datum      | ISBN                                                        | Anspielung auf Filmtitel                                                          |
| --- | ------------ | ---------- | ---------------------- | ------------------------------------------------- | ---------- | ----------------------------------------------------------- | --------------------------------------------------------------------------------- |
| 1   | Blutspur     | 06.12.2006 | ISBN 3-453-43223-1     | Dead Witch Walking.                               | 27.04.2004 | ISBN 0-06-057296-5                                          | Dead Man Walking. Tote leben länger (1988) / Sein letzter Gang (1995)             |
| 2   | Blutspiel    | 01.11.2007 | ISBN 978-3-453-43304-5 | The Good, The Bad, And The Undead.                | 25.01.2005 | ISBN 0-06-057296-5                                          | The Good, The Bad and The Ugly. Zwei Glorreiche Halunken                          |
| 3   | Blutjagd     | 04.08.2008 | ISBN 978-3-453-53279-3 | Every Which Way But Dead.                         | 28.06.2005 | ISBN 0-06-057299-X                                          | Every Which Way But Loose. Der Mann aus San Fernando                              |
| 4   | Blutpakt     | 04.12.2008 | ISBN 978-3-453-53290-8 | A Fistful of Charms.                              | 27.06.2006 | ISBN 0-06-078819-4                                          | A Fistful of Dollars Für eine Handvoll Dollar                                     |
| 5   | Blutmagie    | 10.01.2011 | Zwischenband           | Undead in the Garden of Good and Evil             |            |                                                             | Midnight in the Garden of Good and Evil                                           |
| 6   | Blutlied     | 01.06.2009 | ISBN 978-3-453-52472-9 | For a Few Demons More.                            | 20.03.2007 | ISBN 978-0-06-078838-4                                      | For a Few Dollars More. Für ein paar Dollar mehr                                  |
| 7   | Blutflüstern | 31.07.2012 | Zwischenband           | Two Ghosts for Sister Rachel                      |            |                                                             | wo Mules for Sister Sara                                                          |
| 8   | Blutnacht    | 05.10.2009 | ISBN 978-3-453-52616-7 | The Outlaw Demon Wails. Where Demons Dare. (U.K.) | 25.11.2008 | ISBN 978-0-06-078870-4 ISBN 978-0-00-724780-6               | The Outlaw Josey Wales. / Where Eagles Dare. Der Texaner / Agenten sterben einsam |
| 9   | Blutkind     | 10.05.2010 | ISBN 978-3-453-53352-3 | White Witch, Black Curse.                         | 24.02.2009 | ISBN 978-0-06-078838-4 (U.S.) ISBN 978-0-06-113801-0 (U.K.) | White Hunter, Black Heart Weißer Jäger, schwarzes Herz                            |
| 10  | Bluteid      | 11.10.2010 | ISBN 978-3-453-52750-8 | Black Magic Sanction.                             | 28.12.2010 | ISBN 978-0-06-113803-4 (U.S.)                               | The Eiger Sanction Im Auftrag des Drachen                                         |
| 11  | Blutdämon    | 11.07.2011 | ISBN 978-3-453-52848-2 | Pale Demon.                                       | 04.08.2011 | ISBN 978-0-06-113807-2                                      | Pale Rider Der namenlose Reiter                                                   |
| 12  | Blutsbande   | 10.09.2012 | ISBN 978-3-453-52951-9 | A Perfect Blood.                                  | 21.02.2012 | ISBN 978-0-06-195789-5 (U.S.)                               | A Perfect World Perfect World                                                     |
| 13  | Blutseele    | 10.02.2014 | Zwischenband           | Into The Woods: Tales from the Hollows and Beyond |            |                                                             |                                                                                   |
| 14  | Blutschwur   | 09.09.2013 | ISBN 978-3-453-31474-0 | Ever After.                                       | 22.01.2013 | ISBN 978-0-06-195791-8                                      | Hereafter Hereafter – Das Leben danach                                            |
| 15  | Bluthexe     | 11.08.2014 | ISBN 978-3-453-31576-1 | The Undead Pool.                                  | 25.02.2014 | ISBN 978-0-06-195793-2                                      | The Dead Pool Das Todesspiel                                                      |
| 16  | Blutfluch    | 13.07.2015 | ISBN 978-3-453-31663-8 | The Witch with No Name.                           | 09.09.2014 | ISBN 978-0-06-195795-6                                      | The Man with No Name                                                              |
| 17  | Der Wandel   | 14.08.2017 | ISBN 978-3-453-31874-8 | The Turn: The Hollows Begins with Death           | 07.02.2017 | ISBN 978-1-5011-0871-6                                      |                                                                                   |
| 18  | Blutzauber   | 10.05.2021 | ISBN 3-453-32105-7     | American Demon                                    | 16.06.2020 | ISBN 978-0-593-10141-4                                      | American Sniper                                                                   |
| 19  | Blutflamme   | 08.02.2022 | ISBN 3-453-32106-5     | Millon Dollar Demon                               | 15.06.2021 | ISBN 978-0-593-10144-5                                      | Million Dollar Baby                                                               |

### Madison Avery Serie
| Titel                      | Datum           | ISBN                   | engl. Titel                      | Datum        | ISBN                    |
| -------------------------- | --------------- | ---------------------- | -------------------------------- | ------------ | ----------------------- |
| Totgeküsste leben länger   | 15. Juni 2010   | ISBN 978-3-7855-7141-5 | Once dead twice shy.             | Mai 2009     | ISBN 978-0-06-171816-8. |
| Der Tod trägt Turnschuhe   | 18. Januar 2011 | ISBN 978-3-7855-7197-2 | Early to death, early to rise.   | -            | -                       |
| Böse Mädchen sterben nicht | Januar 2012     | ISBN 978-3-7855-7198-9 | Something Deadly this way Comes. | 24. Mai 2011 | ISBN 978-0-06-171819-9  |

### Anthologien
| dt. Titel           | Datum        | ISBN                   | engl. Titel                                                                                    | Datum       | ISBN                    |
| ------------------- | ------------ | ---------------------- | ---------------------------------------------------------------------------------------------- | ----------- | ----------------------- |
| Blutmagie           | 10.01.2011   | ISBN 978-3-453-52787-4 | Dates from Hell. Undead in the Garden of Good and Evil (Hollows Vorgeschichte über Ivy)        | 1.04.2006   | ISBN 0-06-085409-X.     |
| Blutflüstern        | 09.01.2012   | ISBN 978-3-453-52886-4 | Holidays are Hell. Two Ghosts for Sister Rachel (Hollows Vorgeschichte über Rachel)            | 30.10.2007  | ISBN 978-0-06-123909-0. |
| -                   | -            | -                      | Hotter than Hell. (Editor), Dirty Magic (Hollows Kurzgeschichte)                               | Juli 2008   | ISBN 978-0-06-116129-2. |
| Bis in die Ewigkeit | Oktober 2010 | ISBN 978-3-442-37571-4 | Prom Nights from Hell. Madison Avery and the Dim Reaper (Vorgeschichte zu Once dead twice shy) | Mai 2009    | ISBN 978-0-06-171816-8. |
| -                   | -            | -                      | Unbound (Editor), Ley line drifters (Jenks Kurzgeschichte)                                     | August 2009 | ISBN 978-0-06-169993-1. |
| Blutseele           | 02.10.2014   | ISBN 978-3-453-31510-5 | Into the Woods (Kurzgeschichtensammlung)                                                       | 09.10.2012  | ISBN 978-0-06-197432-8  |

## Romane unter dem Pseudonym Dawn Cook

### Wahrheiten – Truth
- First Truth. Ace Books 2002, ISBN 0-441-00945-X, deutsch: Die erste Wahrheit. 2008, ISBN 978-3-442-26576-3.
- Hidden Truth. Ace Books 2002, ISBN 0-441-01003-2, deutsch: Die geheime Wahrheit. 2008, ISBN 978-3-442-26577-0.
- Forgotten Truth. Ace Books 2003, ISBN 0-441-01117-9, deutsch: Die verlorene Wahrheit. 2008, ISBN 978-3-442-26578-7.
- Lost Truth. Ace Books 2004, ISBN 0-441-01228-0, deutsch: Die letzte Wahrheit. 2008, ISBN 978-3-442-26579-4.

### Princess
- The Decoy Princess. Ace Books 2005, ISBN 0-441-01355-4, deutsch: Die Tochter der Königin. Januar 2010, ISBN 978-3-442-26658-6.
- Princess at Sea. Ace Books 2006, ISBN 0-441-01424-0, deutsch: Die Gesandte der Königin. März 2010, ISBN 978-3-442-26657-9.